# Energieeffizienz
Die Energieeffizienz ist das Verhältnis von Dienstleistungs-, Waren- oder Energieertrag (Output) zur zugeführten Energie (Input) (vgl. Energieeffizienz-Richtlinie 2012/27/EU). Unter Energieeffizienz wird somit also die rationelle Verwendung von Energie verstanden. Durch optimierte Prozesse sollen „die quantitativen und qualitativen Verluste, die im Einzelnen bei der Wandlung, dem Transport und der Speicherung von Energie“ entstehen, minimiert werden, „um einen vorgegebenen (energetischen) Nutzen bei sinkendem Primär- bzw. Endenergieeinsatz zu erreichen“.

Die Steigerung der Energieeffizienz ist, so wie die Energieeinsparung, ein wesentliches Element der Energiewende.

## Gesetzliche Normen

Das EU-Energielabel gibt über die Energieeffizienz von Haushaltsgeräten Auskunft

### Energieeinsparung
Mit der EG-Richtlinie 2002/91/EG Energy Performance of Buildings Directive (EPBD) kam der Begriff Energieeffizienz (Energy Performance) in den gängigen deutschen Sprachgebrauch.
In deutsches Recht umgesetzt wurde diese Richtlinie mit dem Energieeinspargesetz (EnEG) und, darauf basierend, mit der Energieeinsparverordnung (EnEV), worin in § 20 die Verbesserung der energetischen Eigenschaften zur verbesserten Energieeffizienz führt. Dabei ist der Endenergiebedarf das Maß für die Energieeffizienz. Unterschieden wird die Gesamtenergieeffizienz, bei der zusätzlich zum Endenergiebedarf noch die Vorkette (Erkundung, Gewinnung, Verteilung, Umwandlung) der jeweils eingesetzten Energieträger (z. B. Heizöl, Gas, Strom, erneuerbare Energien etc.) berücksichtigt wird. Anhand der Vornorm DIN V 18599 Energetische Bewertung von Gebäuden kann die Energieeffizienz bestimmt und im Energieausweis dokumentiert werden.
Die Richtlinie 2006/32/EG über Endenergieeffizienz und Energiedienstleistungen (Energy Service Directive ESD) enthält Richtziele und sorgt für eine Förderung des Markts bei Energiedienstleistungen sowie für die Bereitstellung von anderen Energieeffizienzmaßnahmen beim Endverbraucher.
Die neue Richtlinie 2012/27/EU (Energieeffizienz-Richtlinie) vom 25. Oktober 2012 schreibt unter anderem verpflichtende Energieeinsparungen vor, um das EU-Ziel von 20 % höherer Energieeffizienz gegenüber 2008 zu realisieren. Deutschland hat es versäumt, die Richtlinie fristgerecht in nationales Recht umzusetzen. Die EU-Kommission hat im August 2014 ein Vertragsverletzungsverfahren eingeleitet.

### Abfallverwertung
Die Energieeffizienz einer Abfallverbrennungsanlage entscheidet nach der EU-Abfallrahmenrichtlinie darüber, ob es ein Verfahren der Abfallverwertung, nämlich eine energetische Verwertung, oder ein Beseitigungsverfahren ist. Nach der sogenannten Abfallhierarchie geht die Verwertung der Beseitigung vor, mit entsprechenden Konsequenzen etwa für die Genehmigungsfähigkeit von Anlagen oder die Strafbarkeit einer Müllentsorgung.

### Nationale Energieeffizienzgesetze
Die Energieeffizienz-Richtlinie der EU wurde in Deutschland mittels des Gesetzes zur Steigerung der Energieeffizienz, in Österreich mittels des Bundes-Energieeffizienzgesetzes und in Liechtenstein mittels des Energieeffizienzgesetzes in nationales Recht umgesetzt.

## Industrie
Viele industrielle Prozesse erfordern große Mengen Wärme und mechanische Energie. Diese werden zum überwiegenden Teil mittels Brennstoffen und Elektrizität bereitgestellt. In einigen Bereichen (z. B. Zementherstellung) werden sogenannte Sekundärbrennstoffe eingesetzt. Aufgrund der Vielfältigkeit industrieller Prozesse gibt es zahlreiche Möglichkeiten zur Effizienzsteigerung. Oft handelt es sich dabei um speziell angepasste Prozesse und Technologien. Verbesserte Kessel und Brenner können bei höheren Temperaturen arbeiten und gleichzeitig weniger Brennstoff verbrennen. Dadurch sind sie effizienter bei geringerer Schadstoffemission.
Konventionelle Stromerzeugung durch Dampfkraftwerke, bei der die anfallende Wärme als Abwärme entweicht, wandelt typischerweise gut 40 % bis günstigstenfalls 60 % (GuD) der eingesetzten Energie in Elektrizität um. Durch kombinierte Nutzung von Elektrizität (Kraft-Wärme-Kopplung) können kombinierte Wirkungsgrade von über 90 % erreicht werden. In der Industrie werden Stromkennzahlen von durchschnittlich ca. 0,4 erreicht, dies zeigt das weitere Potential, die Prozesswärmeerzeugung durch exergetisch effizientere KWK auszubauen.
Von den Brennstoffen, die US-amerikanische Industriebetriebe verfeuern, dienen über 45 % zur Erzeugung von Dampf (Stand etwa 2005). Der typische Betrieb kann den Energieaufwand hierfür laut einem Merkblatt des Washingtoner Environmental and Energy Study Institute um 20 % verringern, indem er die Rohrleitungen für Dampf und Kondensat wärmedämmt, Lecks in den Dampfleitungen schließt und Kondensatableiter verwendet.
Viele Elektromotoren laufen bei konstanter Drehzahl, aber mit einer elektronischen Drehzahlregelung kann die Energieabgabe des Motors an die jeweilige Last angepasst werden. Damit können, je nach Art des Motoreinsatzes, Einsparungen von 3 bis 60 % erreicht werden. Elektromotoren von 0,75 kW bis 375 kW werden seit 2009 international in Energieeffizienzklassen von IE1 bis IE4 eingeteilt. Als Vorläuferregelung galt in Europa seit 1998 eine Einteilung in die Klassen EFF3 bis EFF1.
Die Industrie verwendet eine Vielzahl von Pumpen und Kompressoren. Deren Effizienz hängt von verschiedenen Faktoren ab; oft kann durch bessere Prozessregelung und bessere Wartung die Effizienz verbessert werden. Kompressoren werden gewöhnlich dazu benutzt, Druckluft für Werkzeuge, Sandstrahlgebläse, Sprühgeräte und anderes zu erzeugen. Die Energieeffizienz der Pressluftanlagen kann um 20 bis 50 % verbessert werden, indem man Drehzahlregler installiert und mit vorbeugender Wartung Lecks findet und abdichtet.
Die Deutsche Unternehmensinitiative Energieeffizienz (DENEFF) hat im Mai 2013 den ersten Branchenreport Energieeffizienz vorgestellt. Sie hat dazu Marktstrukturen, Zahlen und Trends in der Energieeffizienzbranche untersucht. Der Markt für Energieeffizienz erwirtschaftete demnach 2012 einen Gesamtumsatz von 146 Milliarden Euro. Dies ist im Vergleich zum Vorjahr ein Plus um 16 Prozent. Die Beschäftigtenzahl nahm im gleichen Zeitraum um 10 Prozent auf hochgerechnet etwa 800.000 Mitarbeiter zu. Der Report basiert auf einer Erhebung unter 63 Unternehmen aus verschiedenen Bereichen wie Maschinenbau, Gebäudeenergieberatung, Baustoffe, Banken und Hausgeräten sowie auf bestehenden Studien und Statistiken. Bislang fehlte ein solch umfassender Überblick über Marktdaten, Entwicklungen und Stimmungen unter Unternehmen, deren Geschäft in der Einsparung von Energie liegt.
Das Institut für Energieeffizienz in der Produktion (EEP) der Universität Stuttgart veröffentlicht seit 2013 in Kooperation mit dem Fraunhofer IPA, dem Bundesverband der Deutschen Industrie (BDI), der Deutschen Energie-Agentur (dena) und dem TÜV Rheinland den Energieeffizienz-Index (EEI). Es handelt sich dabei um eine halbjährliche Erhebung, die Unternehmen aus 26 verschiedenen Wirtschaftszweigen (Stand: Sommererhebung 2016) bezüglich unterschiedlicher Aspekte der Energieeffizienz befragt. An der Erhebung zum Sommer 2016 nahmen dabei insgesamt 637 Unternehmen teil.

## Potenziale und politische Diskussion
Verbesserte Energieeffizienz ist eine der möglichen Methoden zur Energieeinsparung. Die Energieeinsparung ist der breitere Begriff, denn sie umfasst noch weitere Maßnahmen, die den Energieverbrauch vermindern, wie etwa Änderungen des Verhaltens. Es ist auch ohne verbesserte Effizienz möglich, Energie zu sparen, zum Beispiel indem man einen Raum im Winter weniger heizt oder weniger mit dem Auto fährt.
Der Energieverbrauch der Welt kann laut einer Studie der Internationalen Energieagentur (IEA) durch verbesserte Energieeffizienz von Gebäuden, Transport und industriellen Verfahren bis 2050 um 17 bis 33 % verringert werden.
In der deutschen Industrie können laut einer Studie der Hochschule Niederrhein aus dem Jahr 2023 durch Effizienzmaßnahmen ohne Einschränkungen der Produktion 410 TWh/a Energie eingespart werden. Dies entspricht 44 Prozent ihres Endenergiebedarfs bzw. in etwa der Produktionsmenge von acht großen Kern- oder Kohlekraftwerken plus der Kapazität von vier der sechs neuen LNG-Terminals.
In der EU sind fast 75 % des Gebäudebestands nach Angaben der EU-Kommission nicht energieeffizient (Stand 2023).
Eine Studie von Prognos und des Instituts für elektrische Anlagen und Energiewirtschaft Aachen (IAEW) kommt zum Ergebnis, dass die Energiewende bis 2035 um mehrere Milliarden Euro günstiger gestaltet werden kann, wenn die Anreize für das Stromsparen verstärkt würden. Eine Reduktion des Stromverbrauchs um 10 bis 35 Prozent gegenüber der geplanten Entwicklung senkt die Kosten im Jahr 2035 um 10 bis 20 Milliarden Euro. Dadurch könnten die Stromkosten deutlich reduziert werden, zudem würde sich je nach Effizienzsteigerung der Ausbaubedarf im Höchstspannungsnetz bis 2050 von etwa 8500 Kilometern auf 1750 bis 5000 Kilometer verringern.
Die Umsetzung der politischen Ziele verläuft schleppend. Das im Zuge der Energiewende in Deutschland erklärte Ziel, den Energieverbrauch bis 2020 um 20 % gegenüber 2008 zu senken, wurde verfehlt. Es wurde eine Reduktion des Primärenergieverbrauchs um 17,2 Prozent und des Endenergieverbrauchs um 8,9 Prozent erreicht.

Der Bundesverband Erneuerbare Energie hatte bereits im Jahr 2014 gefordert, die Anstrengungen im Bereich erneuerbare Wärme sowie im Bereich Mobilität zu forcieren.
Bereits im September 2013 hatten 21 Experten die Politik zu einer konsequenteren Effizienzpolitik aufgerufen. „Ohne eine neue Energiesparpolitik würde die Energiewende teurer, langsamer und schwieriger werden“, denn: „Je geringer der Energiebedarf, desto geringer der Bedarf an neuen Erzeugungs-, Netz- und Speicherkapazitäten.“ So sei seit Jahren bekannt, dass deutschlandweit über 60 Prozent des Endenergieverbrauchs wirtschaftlich und nachhaltig einzusparen wären, mehr als die Hälfte davon alleine in den nächsten 20 Jahren. Um die Kosten der Energiewende auf ein vernünftiges Maß zu begrenzen, drängen die Autoren daher auf eine integrierte Energieeffizienzpolitik für eine ausgewogene „Energiebalance“, bei der der Ausbau einer umweltverträglichen Versorgungsstruktur mit der Senkung der Energienachfrage Hand in Hand gehen.
Noch im Jahr 2014 war die DIHK der Ansicht, Einsparziele seien überflüssig und die Senkung des Stromverbrauchs klimapolitisch nicht nötig. Im Jahr 2019 wurde jedoch auch ihrerseits die Steigerung der Energieeffizienz als wichtiger Bestandteil der deutschen Klimapolitik gesehen, unter Hinweis auf bereits stattfindende intensive Umsetzung von entsprechenden Maßnahmen in deutschen Unternehmen.

## Internationale Kooperationen
Initiiert vom Ost-Ausschuss der Deutschen Wirtschaft wurde 2013 erstmals eine Energieeffizienzpartnerschaft zwischen der deutschen Stadt Delitzsch und der ukrainischen Stadt Schowkwa geschlossen. Delitzsch gehört im Rahmen nationaler und internationaler Vergleiche zu den kommunalen Schrittmachern einer nachhaltigen Stadtentwicklung und Energieeffizienz. Neben dem kommunalpolitischen und bürgerschaftlichen Engagement in der Stadt Delitzsch, gehören zu den Projektpartnern das Bundesministerium für Forschung und Entwicklung, das Institut für Infrastruktur und Ressourcenmanagement der Universität Leipzig und das Forschungszentrum Jülich.

## Effizienzförderung in Deutschland
Die Senkung des Energieverbrauchs durch mehr Energieeffizienz bildet neben dem Ausbau der erneuerbaren Energie seit der 18. Legislaturperiode der Bundesregierung (2013–2017) die entscheidende Säule der Energiewende.
Der Kerngedanke hinter dem Efficiency First-Prinzip: Die sauberste Energie ist jene, die gar nicht erst erzeugt, transportiert und verbraucht wird. Am 1. Juli 2015 beschloss die Bundesregierung im Rahmen ihres Aktionsprogramms Klimaschutz 2020, dass bis im Jahr 2020 durch eine Verbesserung der Energieeffizienz (durch eine Erweiterung des Nationalen Aktionsplans Energieeffizienz, NAPE) zwischen 25 und 30 Millionen Tonnen CO2 weniger emittiert werden sollen (ohne Verkehrssektor). Dafür stellte das BMWi über entsprechende Förderprogramme insgesamt rund 17 Milliarden Euro bis zum Ende der zweiten Dekade (2020) zur Verfügung. Unter dem Motto „80 Millionen gemeinsam für den Energiewechsel“ werden seit dem Jahr 2022 Förderungen für Unternehmen, Kommunen und Privatpersonen finanziert.
Am 18. November 2023 trat das Energieeffizienzgesetz in Kraft, mit dem die europarechtlichen Anforderungen der novellierten Energieeffizienzrichtlinie umgesetzt werden sollen.

## Effizienzförderung in der Schweiz
Als Gegenvorschlag zu einer Volksinitiative für den Atomausstieg wurde in der Schweiz bereits in den 1980er Jahren folgende Verfassungs-Bestimmung eingeführt (Art. 89, Abs. 3): „Der Bund erlässt Vorschriften über den Energieverbrauch von Anlagen, Fahrzeugen und Geräten. Er fördert die Entwicklung von Energietechniken, insbesondere auch im Bereich des Energiesparens“. Die Bestimmung wurde allerdings bisher nur punktuell umgesetzt.
Diese Weisung wurde auch im Energiegesetz von 1998 (EnG, Art. 9, Abs. 1) an die Kantone vermittelt „Die Kantone schaffen im Rahmen ihrer Gesetzgebung günstige Rahmenbedingungen für die sparsame und rationelle Energienutzung sowie die Nutzung erneuerbarer Energien.“
Der Verkauf von Glühlampen der Effizienzklassen F und G wurde per 2009 verboten.

### Europa
- European Council for an Energy Efficient Economy (eceee)

### Deutschland
- Die Energieeffizienz-Kampagne des Bundesministeriums für Wirtschaft und Klimaschutz (BMWK)
- BMWK: Energieeffizienz in Zahlen, PDF, Dezember 2021
- Thema Online „Energieeffizienz“ – Publikationen und Forschungsaktivitäten des Wuppertal Instituts
- Deutsche Energie-Agentur GmbH (dena)
- Deutsche Unternehmensinitiative für Energieeffizienz e. V. – DENEFF
- Bundesländer-Übersicht zu Energie-Effizienz
- BINE – Energieforschung für die Praxis
- Klinergie 2020 – Energieeffizienz in Krankenhäusern, eine Informationskampagne der Stiftung viamedica
- Bundesverband BKWK Kraft-Wärme-Kopplung – Chance für Wirtschaft und Umwelt
- Initiative Energieeffizienz der dena (Deutsche Energie-Agentur)
- Informations- und Qualifikationsoffensive für Klimaschutz und Energieeffizienz – Website zur Partnerschaft für Klimaschutz, Energieeffizienz und Innovation zwischen der IHK-Organisation, dem Bundesministerium für Wirtschaft und Technologie und dem Bundesministerium für Umwelt, Naturschutz und Reaktorsicherheit
- „Kampagne Energieeffizienz“ des Bayerischen Landesamtes für Umwelt
- Bundesstelle für Energieeffizienz
- BMWi (August 2018): Energiedaten: Gesamtausgabe (S. 18: Primärenergieverbrauch, Stromerzeugung und Energieeffizienz (Grafik) von 1990 bis 2017)

### Österreich
- Energieeffizienz-Seiten des Bundesministeriums für Klimaschutz, Umwelt, Energie, Mobilität, Innovation und Technologie
- Informationen zu energieeffizienten Betrieben, Geräten und Beleuchtung von der Österreichischen Energieagentur
- Energieeffizienz-Monitoringstelle der unabhängigen Regulierungsbehörde E-Control

### Schweiz
- EnergieSchweiz. Programm des Bundesamtes für Energie BFE für Energieeffizienz und erneuerbare Energien
- Schweizerische Agentur für Energieeffizienz, Zürich
- Energieeffizienz in Kurzform, energie.ch
- Energieverzeichnis der Schweiz, Energieverzeichnis